# Гусола
Гусола (итал. Gussola) је насеље у Италији у округу Кремона, региону Ломбардија.
Према процени из 2011. у насељу је живело 2789 становника. Насеље се налази на надморској висини од 27 м.

## Становништво
| 1936. | 1951. | 1961. | 1971. | 1981. | 1991. | 2001. | 2011. |
| ----- | ----- | ----- | ----- | ----- | ----- | ----- | ----- |
| 3.660 | 3.503 | 3.362 | 3.089 | 2.797 | 2.664 | 2.800 | 2.873 |